# Hermann Jan Ooster

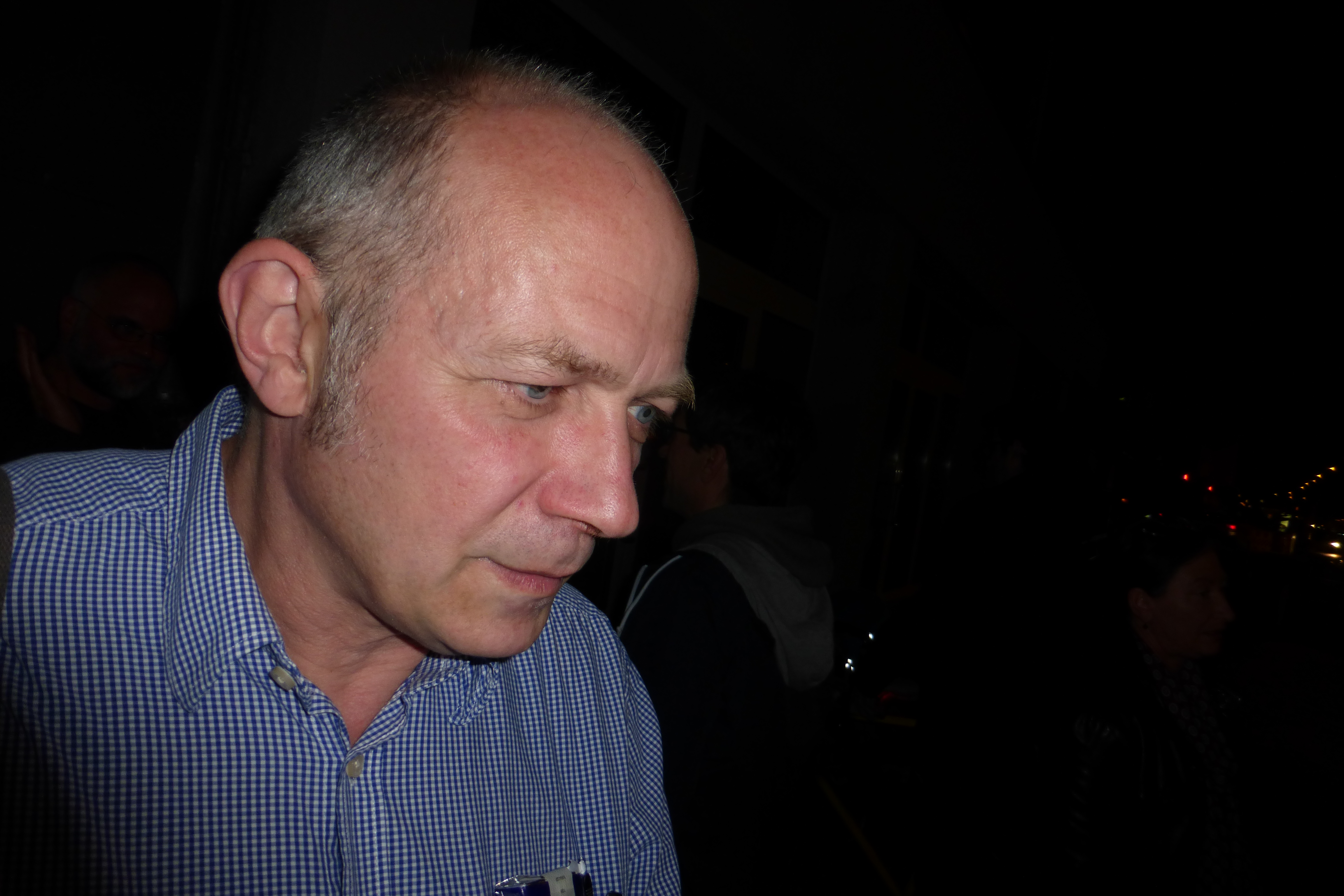
Hermann Jan Ooster (2014)

Hermann Jan Ooster (* 2. Mai 1958 in Huisberden bei Kleve) ist ein deutscher Dichter, Künstler und Verleger.

## Leben
Hermann Jan Ooster besuchte von 1968 bis 1974 das Franziskanerkloster Internatsgymnasium St. Antonius Bardel (Bentheim). Von 1977 bis 1980 machte er eine Steinmetz- und Steinbildhauerlehre in Dinslaken. Danach Fahnenflucht nach West-Berlin, arbeitete dort erst als Steinmetz, dann unter anderem als Werbetexter und Krankenpfleger; seit 1993 wieder als Steinmetz und Steinbildhauer.
Gemeinsam mit dem Musiker und Maler Kerl Fieser und dem Bauingenieur und Philosophen Eckhart Triebel gründete Ooster 1993 die Künstlergruppe Bauphilosophen. Es folgten Radiosendungen, Gruppen- und Einzelausstellungen, Lesungen, Kurzfilme (Einen Finger am Abzug, 1994). Seit 2008 unternahm er mit Fieser jährliche Reisen nach Georgien. Ooster ist seit 2017 Redakteur der Zeitschrift Zweifel. Er lebt in Berlin.

## Werk und Stil
Seit 1987 veröffentlicht Ooster in verschiedenen Medien Gedichte, vor allem im Karin Kramer Verlag und im Quiqueg-Verlag.

Oosters Schreiben ist an eine Reflexion über das gesellschaftliche Sein gebunden. Themen seines Schreibens sind die Auseinandersetzung mit Ideologie/Religion/Natur und die Arbeit im Stein. Die Verlegerin Karin Kramer schrieb zum Gedichtband Die Welt ist ein Museum absichtsloser Katastrophen: 

„Hier finden wir diese präzise Lyrik aus dem ...understand der zweifel und wieder gibt Ooster seiner Abrechnung mit dem Ist-Zustand der zuvielisation seinen unverwechselbaren treibenden Rhythmus im auf wachraum der wirklichkeit. Dem Autor, von Beruf Steinmetz und Steinbildhauer, sind viele der Gedichte seiner Arbeit am Stein abgerungen. Granit und die konzentrierte Arbeit an diesem spröden Material sind ihm Inspiration, die er brauchte, um überhaupt wieder schreiben zu können. Der Stein wird zum Medium, das uns bespricht aus seiner Jahrmillionen alten grammatik absichtslosen werdens …“

 Es sind, wie er sagt, abgesänge aus der warteschleife unbekümmerter abstürze. Hier eskortieren die wolken die helikopter zu ihrer absturzstelle.
Einzelne Gedichte von Hermann Jan Ooster wurden ins Englische, ins Tschechische, und ins Georgische übersetzt.

## Quiqueg Verlag
2014 gründete Hermann Jan Ooster den Quiqueg Verlag, der sich in der Nachfolge und Tradition des Karin Kramer Verlages sieht. Seit 2016 vergeben die Bauphilosophen alle zwei Jahre zum Gedenken an das 2014 verstorbene Verlegerpaar Karin und Bernd Kramer den mit eintausend Euro dotierten Karin Kramer Preis für widerständige Literatur. Erster Preisträger war Bert Papenfuß.

## Auszeichnungen
- 2011: Ausgewählt als der deutsche Dichter für das europäische Poesiefestival Dny poezie a vína / Evropa jedna báseň des Verlages Větrné Mlýny (Brno) in Valtice / Tschechien[4]

## Veröffentlichungen
- Mensch aus Erde / Unterm Sauerstoffzelt. Zwei Langgedichte. Rabensohn Verlag, Berlin 1987.
- Erotische Kommando-Erklärungen. Schriftliche Gespräche mit Eckhart Triebel über Gott und dessen Welt. IKS Verlag, Berlin 1991, ISBN 3-928701-00-2.
- mit Eckhart Triebel: Civilizero. Schriftliche Gespräche über die Weltseele. Karin Kramer Verlag, Berlin 1997, ISBN 3-87956-238-5.
- Am Pol der Unzugänglichkeit. Gedichte. Karin Kramer Verlag, Berlin 2005, ISBN 3-87956-304-7.
- Die Welt ist ein Museum absichtsloser Katastrophen, Gedichte. Karin Kramer Verlag, Berlin 2012, ISBN 978-3-87956-370-8.
- mit Kerl Fieser und Eckhart Triebel: Kleines Lexikon der Bauphilosophie. Quiqueg Verlag, Berlin 2015, ISBN 978-3-945874-01-1.
- El Dorado, One Way, Zwei Tiraden. Quiqueg Verlag, Berlin 2015, ISBN 978-3-945874-03-5.
- Positionslichter, oder, Meine Revolution kommt mir nicht davon in irgendein Museum für Gegenwartskunst, Gedichte. Quiqueg Verlag, Berlin, 2021, ISBN 978-3-945874-20-2.

in Anthologien
- Dny poezie a vína. Hrsg.: Petr Minařík und Pavel Řehořík. Větrné Mlýny, Brno 2009, ISBN 978-80-86907-81-9.
- Kaperfahrt für sieben Fuder Anagramme. Epidemie der Künste, Berlin 2015.
- Fünfzigtausend Anschläge. Schwarzbuch der Lyrik. Hrsg.: Katja Horn, Kai Pohl, Clemens Schittko und Kristin Schulz. Distillery Press, Berlin 2016, ISBN 978-3-941330-40-5.

Als Herausgeber
- Bernd Kramer: Das Gasthaus zum letzten Yeti. Ein Philosophischer Reisebericht. Quiqueg Verlag, Berlin 2017, ISBN 978-3-945874-07-3.

## Ausstellungen
Oosters Werke in Stein, Zeichnungen, Collagen und Objekte wurden in folgenden Ausstellungen gezeigt:
- 2006: Bauphilosophen. One Week Gallery, Berlin (mit Kerl Fieser und Eckhart Triebel)
- 2006: Trévolution. Galerie PremArt, Berlin (mit Kerl Fieser und Eckhart Triebel)
- 2008 Stein auf Stein. Einzelausstellung. Galerie PremArt, Berlin.
- 2009 Bauphilosophen². Galerie PremArt, Berlin (mit Kerl Fieser)
- 2012 Sakartvelo. Im Land der Sonnenfrau. Galerie PremArt, Berlin (mit Kerl Fieser)
- 2014 Tyches Aufwachraum. Einzelausstellung. Zwitschermaschine, Berlin